# Hafiz Rahmat Khan
Hàfidh Rahmat-Khan (Thor Shahamatpur, 1708 - Katra Miranpur, 1774) fou un cap rohilla de l'Índia (Rohilkhand).
Dawud Khan, un antic esclau de la família, havia adquirit riquesa i poder a les corts d'alguns rages i zamindars de la regió anomenada Katehr que després fou el Rohilkhand, als que havia servit com a mercenari, i pràcticament s'havia constituït un estat separat. Aquest èxit va atreure a l'Índia a molts compatriotes afganesos sobretot de la regió anomenada "roh" (la muntanya) coneguts com a rohilles, entre els quals Shah Alam Khan ibn Mahmud Khan, el pare d'Hafiz. En la segona visita Shah Alam es va mostrar gelós de l'èxit del seu antic esclau i aquest el va fer matar. Dawud fou assassinat al cap de poc i succeït pel seu fill adoptiu Ali Muhammad Khan que va rebre diverses insígnies i honors de l'emperador mogol (un estendard, timbals, el títol de nawab) i va obtenir el favor del gran visir Kamar al-Din Khan. Ali Muhammad, que ara disposava del servei de nombrosos rohilles, entre els quals Hafiz, es va sentir fort i va començar a atacar la pargana de Bareilly i rodalia. L'emperador Muhammad Shah de Delhi (1719-1748) va rebre queixes i va ordenar una expedició de càstig però els rohilles van derrotar els imperials i van estendre els seus atacs.
Safdar Jang, nawab d'Oudh, que també planejava la seva expansió, va instigar a l'emperador contra els rohilles i es va organitzar una expedició. Ali Muhammad Khan es va sotmetre i fou perdonat però enviat en residència vigilada a Delhi. Hafiz Rahmat Khan era llavors el lloctinent d'Ali Muhammad i va quedar lliure. No va tardar a reunir tropes, marxar contra Delhi, i obligar a l'emperador a alliberar al seu senyor, que fou nomenat subadar de Sirhind on bandes de sikhs i de jats causaven disturbis. Hafiz es va destacar a Sirhind derrotant a les bandes i a alguns zamindars hostils. Poc després va envair l'Índia per primer cop Ahmad Shah Durrani (1748) i el govern imperial, per por que Ali Muhammad no donés suport a l'invasor, el va cessar com a governador de Sirhind i el va nomenar altre cop a Katehr. L'emperador Muhammad Shah moria poc després i el va seguir el wazir Kamar al-Din Khan.
Fou l'inici d'una lluita pel poder entre Safdar Jang d'Oudh i altres aspirants. Safdar es va assegurar el suport d'Ali Muhammad que li va enviar a Hafiz amb 1000 homes, i en un cop per sorpresa Hafiz es va apoderar de Delhi i va obligar a l'emperador Ahmad Shah Bahadur (1748-1754) a nomenar a Safdar Jang com a wazir (nawab wazir). Poc després, el 16 de setembre de 1749, va morir Ali Muhammad Khan i suposadament va deixar hereu a Hafiz (nomenat al llit de mort el dia 14), però aquest va rebutjar la successió a favor del fill jove del difunt, Sad Allah Khan (ja que els dos fills grans Abd Allah Khan i Fayd Allah Khan estaven a Afganistan com a ostatges d'Ahmad Shah Durrani. Hafiz va assolir però la regència.
En aquesta situació amb un menor al poder, Safdar Jang va voler dominar el Katehr, ja anomenar Rohilkhand. El nawab banghash de Farrukhabad, Kaim Khan, se li va aliar i va marxar amb un exèrcit contra els rohilles lliurant una desastrosa batalla a Kadirganj (districte de Budaun o Badaun) el 22 de novembre de 1748; Kaim Khan fou derrotat i mort, les seves tropes (60.000 homes) es van desbandar i els rohilles es van apoderar d'una part del territori de Kaim Khan, les parganes situades al nord del Ganges que Hafiz va annexionar; Safdar es va apoderar poc després de Farrukhabad; però els maltractes que va imposar a la població van provocar un aixecament i Ahmed Khan, germà de Kaim Khan, que vivia retirat, va reconquerir el poder expulsant a les forces d'Oudh i derrotant i matant el seu governador Nawal Rai (1 d'agost de 1750) a Khudaganj. Safdar, irritat, va reunir forces per atacar als afganesos de Farrukhabad; Ahmed Khan va cridar en suport als rohilles, i les forces unides van derrotar a Oudh de manera greu a Ram Chhatauni a uns 3 km a l'oest de Patiali al Ganges el 13 de setembre de 1750; Safdar va quedar ferit però va poder fugir encara que va caure en desgràcia a Delhi i es va iniciar una conspiració per privar-lo dels seus dominis a Oudh. Ahmad Khan va rebre un khilat de l'emperador i un decret que el restaurava en tot el territori de la seva família del que havia estat privat el 1748 i es va sentir prou fort per atacat el fort d'Allahabad que va assetjar.
Safdar va cridar llavors en ajut als marathes dirigits per Malhar Rao Holkar i Jai Appa Sindhia que estaven a la vora de Kotah. La primera preocupació de Safdar era recuperar el favor de l'emperador cosa que va aconseguir i poc després l'exèrcit maratha era agafat al servei de l'emperador amb un bon sou i posat al servei de Safdar Jang contra Ahmad Khan de Farrukhabad. Les forces de Suraj Mal, el príncep jat de Bharatpur, també es van unir a l'exèrcit de Safdar Jang i el poderós exèrcit així format va avançar creuant el Jamuna. El primer combat fou contra Shahdil Khan, amil (governador militar) del nawab Ahmad Khan a Koil (finals de març de 1751). Shahdil Khan es va haver de retirar. Ahmad Khan que era a Allahabad, va abandonar el setge i es va retirar a Farrukhabad. Hafiz Rahmat Khan, sabent que no podia lluitar contra els marathes i la coalició formada, va abandonar a Ahmed Khan però el seu pupil, Sad Allah Khan, sense el seu coneixement, es va posar al costat d'Ahmed Khan; l'exèrcit d'Ahmed i Sad Allah (12000 homes) fou aniquilat pels marathes en una batalla prop de Fatehgarh el 28 d'abril de 1751.
En posició de debilitat, Hafiz Rahmat Khan es va aliar altre cop a Safdar Jang (que havia perdut el càrrec de wazir i ara era hostil a l'imperi). En el conflicte que va seguir entre marathes i Farrukhabad, Hafiz va restar neutral. Els marathes van planejar annexionar Rohilkhand i van rebre el suport de Safdar Jang, i Hafiz es va fer fort a Terai disposat a resistir. Després de diversos combats, Safdar Jang i els seus aliats van entrar a Farrukhabad al començament del 1752 i una part del país va passar als marathes en pagament del seu ajut, però el setge de Terai no va reeixir i quan van córrer rumors d'una nova invasió d'Àhmad Xah Durrani, els marathes i Safdar es van retirar i a instàncies de l'emperador Ahmed Shah es va negociar la pau que fou signada a Lucknow el febrer del 1752, pel qual els rohilles pagaven una indemnització de 50 lakhs (5 milions de rúpies) als marathes; Hafiz hauria d'acompanyar com a humil vassall a Safdar Jang a Oudh (però abans d'arribar a Lucknow fou autoritzat a retornar).
Poc després foren alliberats els dos fills d'Ali Muhammad Khan que eren ostatges d'Ahmad Shah Durrani, i la posició d'Hafiz va esdevenir complicada, ja que de fet no podia exercir la regència, però va repartir el país entre els tres prínceps, els dos alliberats i Sad Allah Khan, que era el regnant. Hafiz va voler restar a la regència i Abd Allah Khan es va sentir ofès i el va voler eliminar per mitjà de verí, però Hafiz va sobreviure i Abd Allah fou desterrat. Hafiz va buscar l'ampliació dels dominis per compensar la pèrdua de recaptació que la divisió havia provocat, i es va apoderar de Pilibhit que va rebatejar Hafizabad (nom que no va arrelar) que va esdevenir la seva capital (abans era Bareilly) i on va construir dos palaus.
Safdar Jang, disposat a lluitar contra l'emperador, va cridar a participar a Hafiz, que era el seu vassall; inicialment aquest va acceptar però finalment va decidir restar neutral, però tanmateix això fou considerat una rebel·lió per l'emperador. De tots els caps afganesos a l'Índia només Najib al-Dawla va donar suport a l'emperador. L'any següent Ahmad Shah Durrani va envair altre cop l'Índia (tercera vegada) i va ordenar a Hafiz d'ajudar a Shuja al-Dawla, fill i successor de Safdar Jang que havia mort (1754), per obtenir el nomenament com a subadar d'Oudh del wazir Gazi l-Din Imad al-Mulk. Finalment un acord de pau va evitar el conflicte armat.
El 1761 Ahmad Khan de Farrukhabad i Hafiz Rahmat Khan de Rohilkhand va ajudar a Ahmad Shah Durrani a Panipat, batalla en la qual va obtenir una gran victòria sobre els marathes. Hafiz i Ahmad van recuperar bona part dels territoris perduts que els foren cedits per Ahmad Shah (Hafiz va rebre la pargana d'Etawah de la que els marathes foren expulsats) però això el va enfrontar amb Shuja al-Dawla d'Oudh que aspirava també a aquestos territoris; Ahmad Khan de Farrukhabad, fort de la seva aliança afganesa no podia ser atacat llavors, però la situació va canviar aviat i Shuja al-Dawla va decidir ajustar comptes amb el nawab banghash de Farrukhabad i es va aliar a Najib al-Dawla, el seu antic enemic, que llavors havia esdevingut wazir amir al-umara. Hafiz va donar suport aquesta vegada a Farrukhabad i la seva ajuda va evitar la conquesta del principat per Oudh (1762).
Després Hafiz es va implicar en l'atac a Patna, en poder dels britànics (1763) i va participar en la batalla de Buxar (1764) entre Mir Ali de Bengala aliat a Shuja al-Dawla, i els britànics. Shuja al-Dawla, derrotat, es va refugiar al campament d'Hafiz a Hasanpur (districte de Muradabad), però Hafiz, tot i que oposat al domini britànic a l'Índia, no estava disposat a donar-li suport incondicional, i llavors Shuja es va reunir amb els marathes. La batalla de Kora Jahanabad entre marathes i Oudh d'un costat i britànics de l'altra (1765) amb victòria britànica, va obligar a Shuja al-Dawla va demanar la pau i va suposar la conquesta pels anglesos de Bengala i altres territoris. Shuja no va oblidar la manca de suport d'Hafiz en aquest moment crític. Els britànics, satisfets amb l'actitud de Hafiz, el van deixar en possessió dels seus dominis.
El 1770 un exèrcit maratha fou convidat a Delhi per participar en la conquesta de Farrukhabad (i després envair Rohilkhand). Najib al-Dawla es va aliar a Oudh i les seves forces es van unir a les dels marathes i van avançar fins a Koil, on Najib es va posar malalt i es va retirar deixant al front al seu fill gran Zabita Khan que cooperava amb els marathes, esperant així evitar l'annexió del seu propi domini per part del nawab d'Oudh, però no volia combatre a Hafiz. Najib al-Dawla va morir el mateix 1770 i Zabita Khan, contrari a la guerra contra Hafiz, va quedar pràcticament presoner al campament dels marathes; aquestos van oferir a Hafiz Rahmat Khan el seu alliberament i la pau a canvi de diners, però el preu demanat era alt (la cessió dels jagirs d'Etawah i Shikohabad) i Hafiz Rahmat Khan no hi va accedir. Dunde Khan (cosí d'Hafiz i sogre de Najib al-Dawla) va morir el 1771; Najib i Dunde havien estat els principals aliats d'Hafiz i aquest es va aliar llavors a Oudh i com a pagament per la seva protecció contra els marathes es va comprometre a pagar 40 lakhs (4 milions) de rúpies, un quart immediatament i la resta en tres pagaments anuals. Mentre es negociava Zabita Khan es va escapar i llavors Hafiz va refusar el pagament al·legant que les condicions pactades per les quals havia de pagar no s'havien complert, i això va portar a la guerra entre Oudh i Rohilkhand. Fayd Allah Khan, un dels fills d'Ali Muhammad Khan, que fou el fundador del principat de Rampur, va refusar ajudar a Hafiz, i el van seguir alguns altres caps menors. Els britànics van donar suport actiu a Oudh. Mentre els marathes van avançar cap a Delhi i van reinstal·lar al tron a l'emperador Shah Alam II, i així foren els amos de l'imperi. Al mateix temps es van produir diversos enfrontaments entre marathes i afganesos, en què els marathes van recuperar els territoris de Farrukhabad que els havien estat cedits temps enrere, i poc després Ahmad Khan va morir i els seus altres territoris van esdevenir tributaris d'Oudh. Això va deixar a Rohilkhand com el darrer enemic.
La batalla decisiva entre marathes i rohilles es va lliurar a Katra Miranpur, prop de Tilhar (1774); una part de les tropes rohilles va desertar (dirigides per Bakhshi Ahmad Khan) i la superiorat numèrica de l'enemic va fer la resta. Hafiz va morir a causa del cop d'una bola perduda. Murtada KKhan Bharoch que havia estat abans servidor seu, li va tallar el cap i el va presentar a Shuja al-Dawla. El cos fou portat a Bareilly i enterrat junt amb el cap. El 1775 el jagirdar Rao Pahar Singh, que havia rebut els seus dominis en jagir d'Hafiz, li va construir un mausoleu al lloc de la seva modesta tomba, mausoleu que després fou acabat per Dhu l-Fikar Ali Khan, fill d'Hafiz Rahmat Khan, el 1780. La família d'Hafiz fou obligada a anar a peu des de Pilibhit a Basawli, i en la marxa terrible a peu alguns van morir de gana o cansament; els que van sobreviure foren tancats a la fortalesa d'Allahabad, però al cap d'uns mesos la major part foren alliberats quan Fayd Allah Khan es va presentar a Laldhang i va plantar cara a Shuja al-Dawla, que estava malalt. Mahabat Khan, fill d'Hafiz, i la vídua d'aquest, van refusar l'alliberament sinó era per a tots, i van restar presoners.